# Euphorbia gariepina
Euphorbia gariepina ist eine Pflanzenart aus der Gattung Wolfsmilch (Euphorbia) in der Familie der Wolfsmilchgewächse (Euphorbiaceae).

## Beschreibung
Die sukkulente Euphorbia gariepina wächst als reich verzweigter zweihäusiger Strauch bis in 65 Zentimeter Höhe und bildet kompakte und rundliche Klumpen. Die kurzen und verholzenden Triebe werden bis 6 Millimeter dick und sind locker mit hervorstehenden Warzen besetzt, die bis 6 Millimeter groß werden. Die lanzettlichen Blätter werden bis 12 Millimeter lang und bis 4 Millimeter breit. Sie sind 10 Millimeter lang gestielt und vergänglich.
Der Blütenstand besteht aus Cymen, die aus dreistrahligen Dolden bestehen. Es werden eiförmige Tragblätter ausgebildet, die 8 Millimeter groß werden. Die Cyathien werden 3,5 Millimeter groß und die elliptischen Nektardrüsen berühren sich beinahe. Der Fruchtknoten besitzt einen ungeteilten Griffel. Die kugelförmige Frucht wird bis 6 Millimeter groß und ist gerippt. Der eiförmige Samen ist 1,3 Millimeter groß und hat eine glatte Oberfläche.

## Verbreitung und Systematik
Euphorbia gariepina ist im Süden von Angola, in Namibia und in Südafrika verbreitet.
Die Erstbeschreibung der Art erfolgte 1860 durch Pierre Edmond Boissier.
Es werden folgende Unterarten unterschieden:
- Euphorbia gariepina subsp. balsamea (Welw. ex Hiern) L.C.Leach (1980); im Unterschied zur Stammart sind die Cymen fünffach gegabelt und die Griffelspitzen zweispaltig. Als Synonyme zu dieser Unterart gelten Euphorbia balsamea Welw. ex Hiern (1900), Euphorbia bergeriana Dinter (1914) und Euphorbia halleri Dinter ex Frick (1937).
- Euphorbia gariepina subsp. gariepina; als Synonyme zu dieser Unterart gilt Euphorbia schaeferi Dinter (1921).